# Ferdinando Busoni
Pour les articles homonymes, voir Busoni (homonymie).
Ferdinando Busoni, né en 1834 à Empoli et décédé en 1909 à Trieste, est un clarinettiste et compositeur italien. Il est le père du compositeur Ferruccio Busoni.

## Biographie
Après avoir reçu une formation musicale, il étudie la clarinette avec Gaetano Fabiani, professeur de l'orchestre municipal d'Empoli. A l'âge de 20 ans, il joue à Livourne dans l'orchestre dirigé par Maestro Carlini.
Il devient première clarinette dans l'orchestre municipal de Novare en 1862. 
Il donne des concerts à Milan en 1863. Il est membre honoraire de la Reale accademia filarmonica de Bologne en 1864. Il continue à Trieste (1865), Venise, Stuttgard et Nancy (1868). Ensuite il s'installe à Paris en décembre 1868 où il rencontre un grand succès, puis à Trieste en 1870 et à Vienne. Il reprend à Bolzano (1879),
Vienne, Milan et Arezzo (1884) et Gorizia (1870, 1890). 
Il est professeur à l'institut musical de Novare.
Ferdinando Busoni est un clarinettiste virtuose réputé à son époque et fait sensation en tant qu'artiste itinérant avec des fantaisies d'opéra et des chefs-d'œuvre de virtuosité. Il a souvent interprété les compositions de son collègue clarinettiste contemporain Ernesto Cavallini (1807-1874) dont il s'est inspiré. 
Dans ses programmes de concert, il est parmi les premiers clarinettistes italiens à interpréter les Fantasiestucke op. 73 de Robert Schumann et le Grand Duo Concertant op. 48 par Carl Maria von Weber. 
Il épouse  la pianiste Anna Weiss (1833-1909), de Trieste mais d'origine bavaroise, et devient le père de leur enfant unique Ferruccio Busoni (1866-1924), compositeur et pianiste prodige, lequel compose plusieurs morceaux de clarinette pour son père essentiellement entre 1875 et 1879. Ferruccio Busoni, enfant, met en musique deux poèmes de son père et entretient une fois adulte des rapports difficiles avec lui.
Il transmet à son fils son goût pour les fugues de Bach qui en retour mentionnait de son père qu'il « ne connaissait pas grand chose au piano, qu’il n’avait pas de rythme, mais compensait ses défauts par une énergie, une sévérité et un pédantisme remarquable. »
Il publie une méthode reconnue pour clarinette en 1883, une Scuola di perfezionamento per il clarinetto, publiée à Hambourg chez Cranz.
Il a également été un critique musical reconnu. À Trieste, il publie en 1891 un article sur la clarinette dans le périodique L'Arte et, par la suite, il donna à la presse l'essai Cenni storicobiografici sopra Riccardo Wagner (Trieste, Sambo e C., 1898), en parlant plutôt mal de lui.
Ferruccio Busoni, dans une note biographique, écrivait sur son père : « un clarinettiste qui manipulait son instrument comme soliste d'une manière spéciale, s'inspirant parfois du violon, parfois de la musique vocale italienne. De son vivant, il a tourné le bec en jouant dans un orchestre, en partie par fierté et en partie parce qu'il était un artiste « naturel » qui suivait en grande partie son instinct. »

## Œuvres
Ferdinando composa des morceaux pour la clarinette comme:
- Rêverie pastorale pour clarinette en si bémol et piano (Milan, Lucca, 1870)
- Melodia pour clarinette en si bémol et piano (ca. 1880)